# 2278 Götz
A 2278 Gotz (ideiglenes jelöléssel 1953 GE) a Naprendszer kisbolygóövében található aszteroida. Karl Wilhelm Reinmuth fedezte fel 1953. április 7-én.